# Krzyżówka (powiat gnieźnieński)
Krzyżówka – kolonia w Polsce położona w województwie wielkopolskim, w powiecie gnieźnieńskim, w gminie Witkowo.
W latach 1975–1998 miejscowość administracyjnie należała do województwa konińskiego.